# Paliwo rakietowe
Paliwo rakietowe – paliwo wykorzystywane jako materiał pędny silników rakietowych.
Główny podział paliw rakietowych wynika z ich stanu skupienia; 
- ciekłe paliwo rakietowe(inne języki), przykłady ciekłych paliw rakietowych:
  - UDMH
  - nafta, RP-1
  - ciekły wodór
  - Hydyne (MAF-4)
  - Aerozine 50
  - hydrazyna
  - MMH
  - borowodory
  - metan
- stałe paliwo rakietowe

Ze względu na liczbę składników paliwa rakietowe dzieli się na:
- jednoskładnikowe
- dwuskładnikowe
- wieloskładnikowe

Do spalania w silnikach rakietowych używa się utleniacze: ciekły tlen, tetratlenek diazotu, nadtlenek wodoru 98%, dymiący kwas azotowy.
Do niektórych paliw dodaje się dodatki np. pikrynian sodu.